# Aïn Touta
Ain Touta (în arabă عين التوتة) este o comună din provincia Batna, Algeria.
Populația comunei este de 59.904 locuitori (2008).